# دينيس باري
دينيس باري (بالإنجليزية: Denis Barry)‏ هو لاعب شطرنج أمريكي، ولد في 2 يونيو 1929، وتوفي في 20 ديسمبر 2003.

## وصلات خارجية
- دينيس باري على موقع الاتحاد الأمريكي للشطرنج (الإنجليزية)